# Alois Grillmeier
Aloys Grillmeier (1 de janeiro de 1910 - 13 de setembro de 1998) foi um padre jesuíta alemão, teólogo e cardeal-diácono da Igreja Católica. O Papa João Paulo II criou-o cardeal-diácono de San Nicola em Carcere em 26 de novembro de 1994.

## Vida
Nasceu em Pechbrunn, no Reino da Baviera, em 1910, para Joseph Grillmeier e Maria Weidner. Entrou na Ordem dos Jesuítas em abril de 1929, depois de concluir a escola de gramática em Regensburg. Ele estudou filosofia em Munique e teologia em Valkenburg, na Holanda. Foi ordenado sacerdote em 24 de junho de 1937, no meio de estudos teológicos adicionais em Frankfurt am Main. Após estudar em Roma, ele obteve seu doutorado em fevereiro de 1942 na Universidade de Freiburgo.
Dois dias depois da cerimônia de formatura, Grillmeier foi recrutado para o exército alemão e treinado como enfermeiro médico em Ulm. Ele foi então enviado para a Frente Oriental, onde ele tratou as vítimas do amargo combate contra as forças soviéticas. Ele foi libertado do serviço militar em abril de 1944 como membro dos jesuítas. Grillmeier então iniciou uma longa carreira docente em teologia fundamental e dogmática, a maior parte da qual foi passada como professora de dogmática na Escola de Filosofia e Teologia Sankt Georgen (Frankfurt am Main), onde os jesuítas alemães receberam sua educação teológica.
Grillmeier tornou-se conhecido no Concílio Vaticano II, onde atuou como conselheiro teológico do Bispo Wilhelm Kempf de Limburg. De 1963 a 1965, ele também estava na comissão de teologia do próprio Conselho. Ele teve uma contribuição particular para a elaboração do documento Lumen gentium , a Constituição dogmática sobre a Igreja. Foi aqui que ele conheceu o cardeal Wojtyla e trabalhou com ele escrevendo vários trabalhos, documentos e documentos, incluindo "Gaudium et spes" , "Lumen gentium" , "Dei verbum" e "Dignitatis humanae"..  Ele se aposentou em 1978 em seu aniversário de 68 anos, mas continuou a escrever e palestra.
Grillmeier faleceu em 13 de setembro de 1998 em Unterhaching, Baviera, Alemanha.

## Legado
Grillmeier estava comprometido com o ecumenismo. Na década de 1970, tornou-se conselheiro do Instituto Pro Oriente, em Viena, que promoveu o contato com outras Igrejas cristãs, especialmente no Oriente, participou de vários diálogos teológicos não-oficiais com as Igrejas Ortodoxas Orientais e integrou o diálogo oficial. comissão Copta Ortodoxa - Católica Romana.

### Livros
- Grillmeier, Aloys, Cristo na Tradição Cristã
  - Volume 1: da Era Apostólica até Chalcedon (451) , Louisville: Westminster John Knox Press, 1975, ISBN  0-664-22301-X
  - Volume 2: Do Concílio de Calcedônia / 451 / para Gregório Magno / 590-604.
    - Primeira parte: recepção e contradição. O desenvolvimento da discussão sobre Chalcedon de 451 para o início do reinado de Justiniano , Louisville: Westminster John Knox Press, 1986, ISBN  0-664-22160-2
    - Parte Dois: A Igreja em Constantinopla no século VI , Theresia Hainthaler (coautora), John Cawte, Pauline Allen (tradução do alemão), Louisville, Kentucky - Londres: Westminster John Knox Press - Mowbray, 1995, p. 565, ISBN  0-664-21997-7 British ed. ISBN  0-264-67261-5
    - Parte Três: Patriarcados em Jerusalém e Antioquia. História armênia e georgiana da cristologia. Igreja Persa ('Nestorians') Não publicado.
    - Parte Quatro: A Igreja de Alexandria com Núbia e Etiópia , Theresia Hainthaler (co-autora), John Cawte, Pauline Allen (segunda edição), Louisville, Kentucky - Londres: Westminster John Knox Press - Mowbray 1996, p. 431, ISBN  0-664-21998-5